# La Creueta de Pla
La Creueta de Pla és un paratge del terme municipal de Conca de Dalt, a l'antic terme de Toralla i Serradell, al Pallars Jussà, en territori del poble de Rivert.
Està situat al costat est mateix de lo Barri de Rivert; és el primer que es troba a mà esquerra en arriba al poble des de Salàs de Pallars. El paratge de la Creueta de Pla està ocupat actualment per una gran nau dedicada a activitats agropecuàries. És a llevant de Roderetes, al nord de Tresdós i de la Vinya. Es troba a la riba esquerra del barranc de Rivert, que es forma just al nord-oest de la Creueta de Pla per la unió de dos altres barrancs. La Carretera de Rivert fa de límit de llevant d'aquest paratge.